# Griveaudia nigropuncta
Griveaudia nigropuncta là một loài bướm đêm thuộc họ Callidulidae. Loài này có ở châu Á.